# 228国道

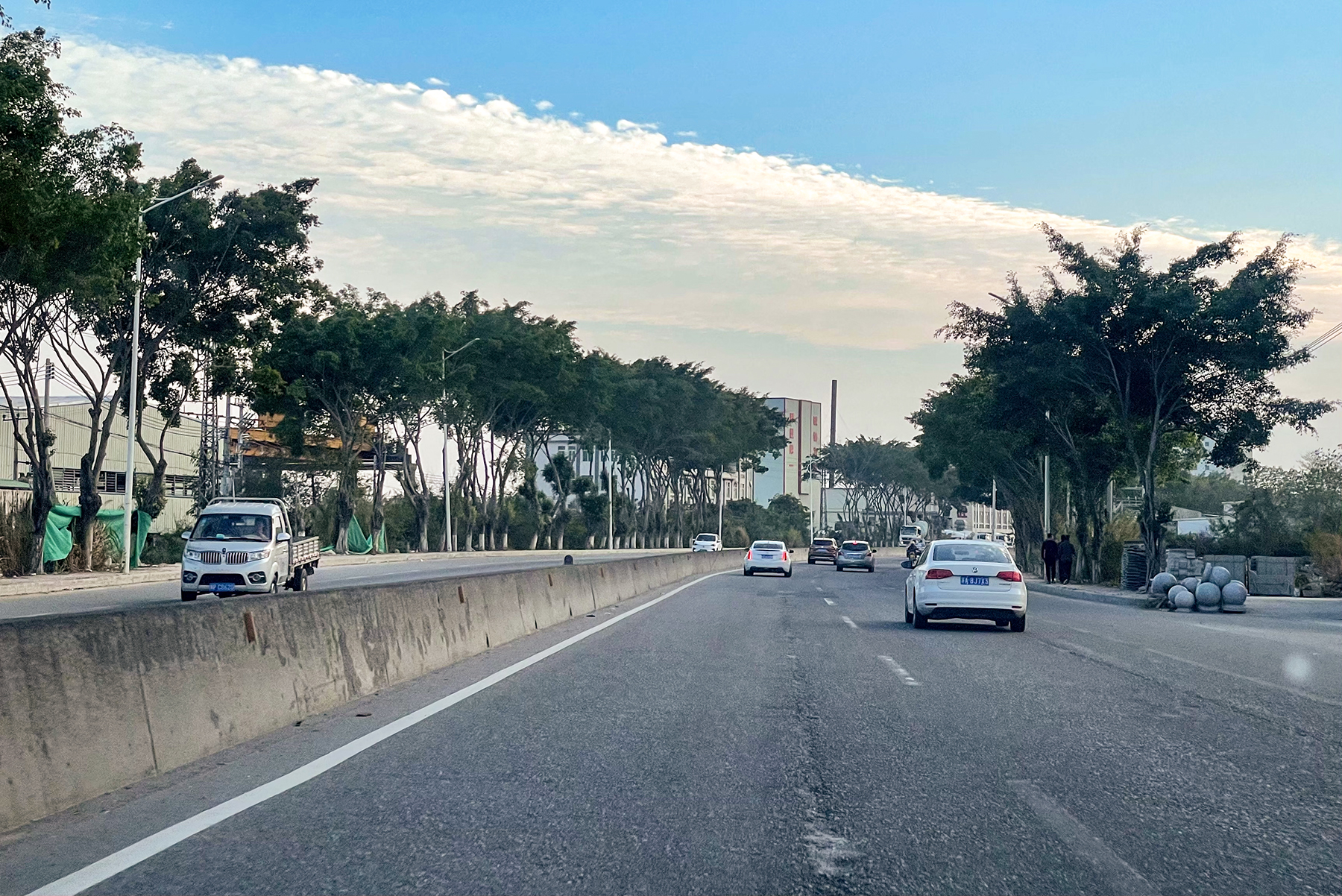
广东省饶平县境内的228国道

228国道，又称G228线、丹东线，是中华人民共和国的一条国道，起点为辽宁省丹东市宽甸满族自治县虎山镇虎山头村二组，终点为广西壮族自治区东兴市滨海公路的罗浮转盘，途经丹东、大连、营口、天津滨海新区、黄骅、东营、烟台、威海、青岛、日照、连云港、南通、上海、嘉兴、宁波、台州、温州、宁德、福州、泉州、厦门、汕头、深圳、东莞、广州(南沙)、中山、珠海、江门、阳江、茂名、湛江、北海、防城港东兴市，走线基本同中国大陸海岸线，与331国道、219国道一起构成完整的环中国沿边沿海国道线。

## 途经城市
| 城市名                       | 距起点距离 |
| ---------------------------- | ---------- |
| 辽宁省丹东市                 | 0          |
| 辽宁省丹东市东港市           |            |
| 辽宁省大连市庄河市           |            |
| 辽宁省大连市                 |            |
| 辽宁省营口市                 |            |
| 辽宁省葫芦岛市               |            |
| 河北省秦皇岛市               |            |
| 河北省唐山市乐亭县           |            |
| 河北省唐山市曹妃甸区唐海镇   |            |
| 天津市滨海新区               |            |
| 河北省沧州市黄骅市黄骅港     |            |
| 山东省滨州市                 |            |
| 山东省东营市                 |            |
| 山东省烟台市莱州市           |            |
| 山东省烟台市龙口市           |            |
| 山东省烟台市蓬莱区           |            |
| 山东省烟台市                 |            |
| 山东省威海市                 |            |
| 山东省威海市荣成市           |            |
| 山东省威海市文登区           |            |
| 山东省威海市乳山市           |            |
| 山东省烟台市海阳市           |            |
| 山东省青岛市即墨区           |            |
| 山东省青岛市城阳区           |            |
| 山东省青岛市胶州市           |            |
| 山东省青岛市黄岛区           |            |
| 山东省日照市                 |            |
| 江苏省连云港市赣榆区         |            |
| 江苏省连云港市连云区         |            |
| 江苏省盐城市射阳县射阳港     |            |
| 江苏省盐城市大丰区大丰港     |            |
| 江苏省南通市如东县           |            |
| 江苏省南通市海门区           |            |
| 江苏省南通市启东市           |            |
| 上海市崇明区                 |            |
| 上海市浦东新区               |            |
| 上海市奉贤区                 |            |
| 上海市金山区                 |            |
| 浙江省嘉兴市平湖市           |            |
| 浙江省嘉兴市海盐县           |            |
| 浙江省宁波市慈溪市           |            |
| 浙江省宁波市余姚市           |            |
| 浙江省宁波市                 |            |
| 浙江省宁波市奉化区           |            |
| 浙江省宁波市宁海县           |            |
| 浙江省台州市                 |            |
| 浙江省台州市温岭市           |            |
| 浙江省台州市玉环市           |            |
| 浙江省温州市乐清市           |            |
| 福建省宁德市霞浦县           |            |
| 福建省宁德市                 |            |
| 福建省福州市长乐区           |            |
| 福建省福州市福清市           |            |
| 福建省泉州市                 |            |
| 福建省厦门市                 |            |
| 福建省漳州市云霄县           |            |
| 福建省漳州市诏安县           |            |
| 广东省潮州市饶平县           |            |
| 广东省汕头市                 |            |
| 广东省汕尾市陆丰市           |            |
| 广东省汕尾市                 |            |
| 广东省惠州市惠阳区           |            |
| 广东省东莞市                 |            |
| 广东省深圳市                 |            |
| 广东省广州市                 |            |
| 广东省中山市                 |            |
| 广东省珠海市                 |            |
| 广东省江门市台山市           |            |
| 广东省阳江市                 |            |
| 广东省阳江市阳西县           |            |
| 广东省茂名市电白区           | 6360       |
| 广东省湛江市吴川市           | 6425       |
| 广东省湛江市                 |            |
| 广东省湛江市雷州市           |            |
| 广西壮族自治区北海市         |            |
| 广西壮族自治区防城港市       |            |
| 广西壮族自治区防城港市东兴市 |            |

## 分省介绍

### 辽宁段

#### 丹东段
起点位于辽宁省丹东市宽甸满族自治县虎山镇虎山头村二组滨海公路与S319丹集线的交叉口处，沿滨海公路经过爱河大桥，过套里爱河大桥至滨江东路，在大沙河附近接滨江中路，过珍珠桥、五道沟河桥后接滨江西路，至与江湾西路交叉口接鸭绿江大道，至与银河大街交叉口转银河大街，至与中央大道交叉口转中央大道，至与黄海大道交叉口转黄海大道，至与文庆路交叉口接浪东线，至与观海路交叉口转观海路，至与东海南路交叉口接白云街，至与滨海大道交叉口转滨海大道，至与国防东路交叉口接滨海公路，至与G201鹤大线交叉口转鹤大线……

### 天津段
利用现状滨唐线-汉沽环线-滨玉线-港城大道-西中环快速-港塘线-海景大道-津岐线。
其中跨海河段在建（西中环跨海河大桥）。

### 山东段
G228丹东线在山东境内起始于滨州市北部无棣县的鲁冀界，经滨州、东营、潍坊、烟台、威海、青岛，在日照市的岚山区接入江苏省，长约1140公里，是集边防功能和沿海开发功能于一体的沿海高等级公路。

#### 滨州段
G228丹东线滨州段起自无棣县埕口镇牛岚子村的漳卫新河，与国道228沧州段相接，此处也是河北段与山东段相接处，途经无棣县、北海新区、沾化区，在沾化滨海工业园北跨越潮河与G228东营段相接。
2019年12月31日，G228丹东线滨州段公路PPP项目施工动员暨启动仪式在滨州市无棣县西港管委会旁套尔河西岸举行。项目一期工程起点位于漳卫新河，终点位于套尔河港区东岸，全长33.121公里，估算投资24.8亿元，采用双向四车道一级公路标准，设计时速80km/h，建设期三年。其中拟建套尔河大桥主桥拟采用混合梁连续刚构桥，主跨338m，建成后将成为该结构形式的世界第一跨径梁桥。

### 江苏段
江苏段已全线贯通。

### 上海段
上海段拟采用改建华芦线和浦卫公路的方案，具体为：自沪陕高速-五洲大道-华东路-南六公路-南芦公路-新四平公路-两港大道-新沪杭公路（港漕公路）-金山新城北侧边界道路（浦卫公路）接浙江段。

### 浙江段
嘉兴-宁波-S76-三门县-台州椒江区-路桥区-温岭-玉环市乐清湾大桥-乐清疏港公路-灵昆-龙湾-温州滨海新区-滨海大道-瑞安市瑞安大桥-平阳县-龙港市-苍南县-马站

### 广东段

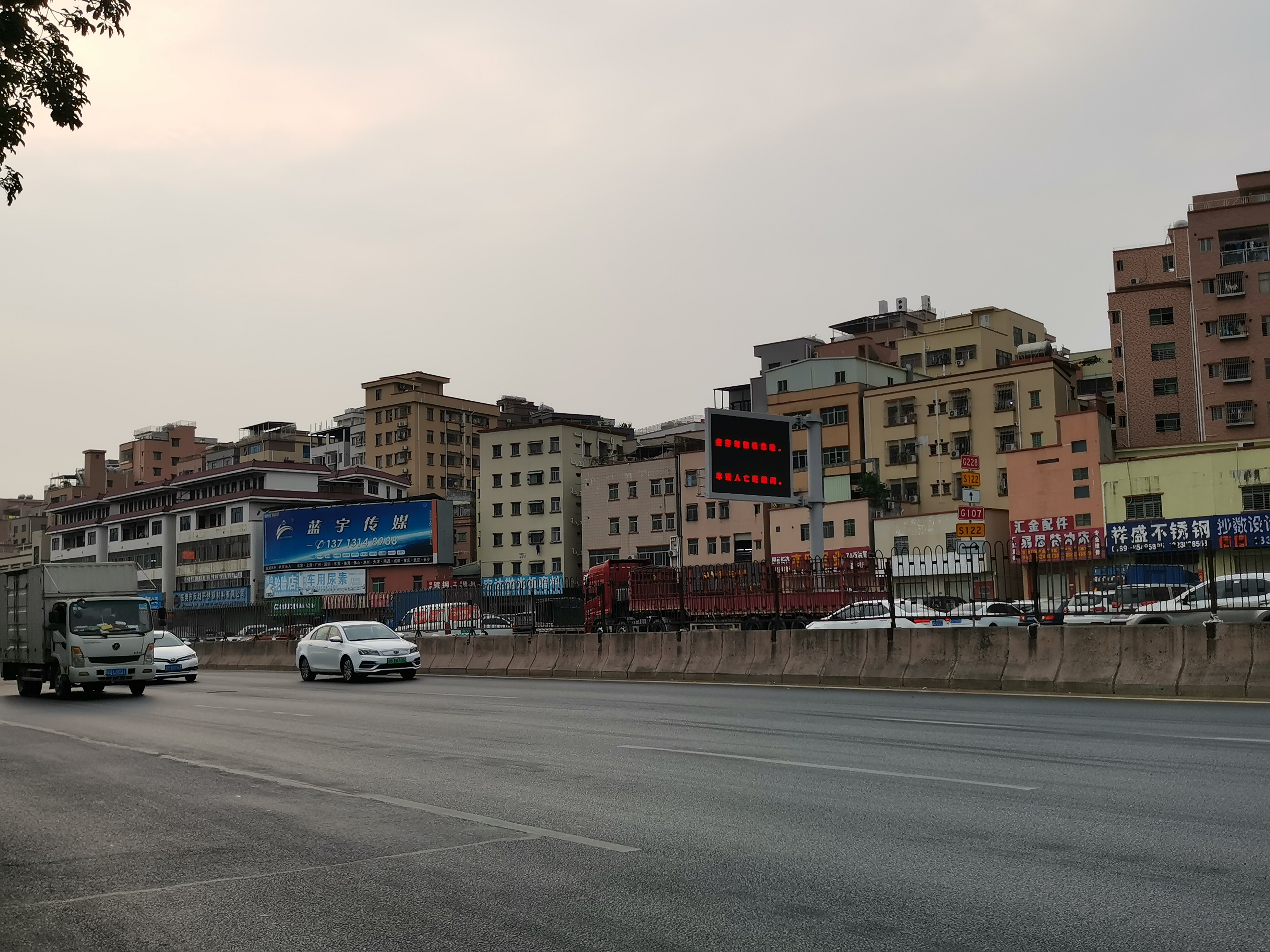
228国道在深圳东莞部分与107国道共线，图为东莞长安镇的分线指示牌

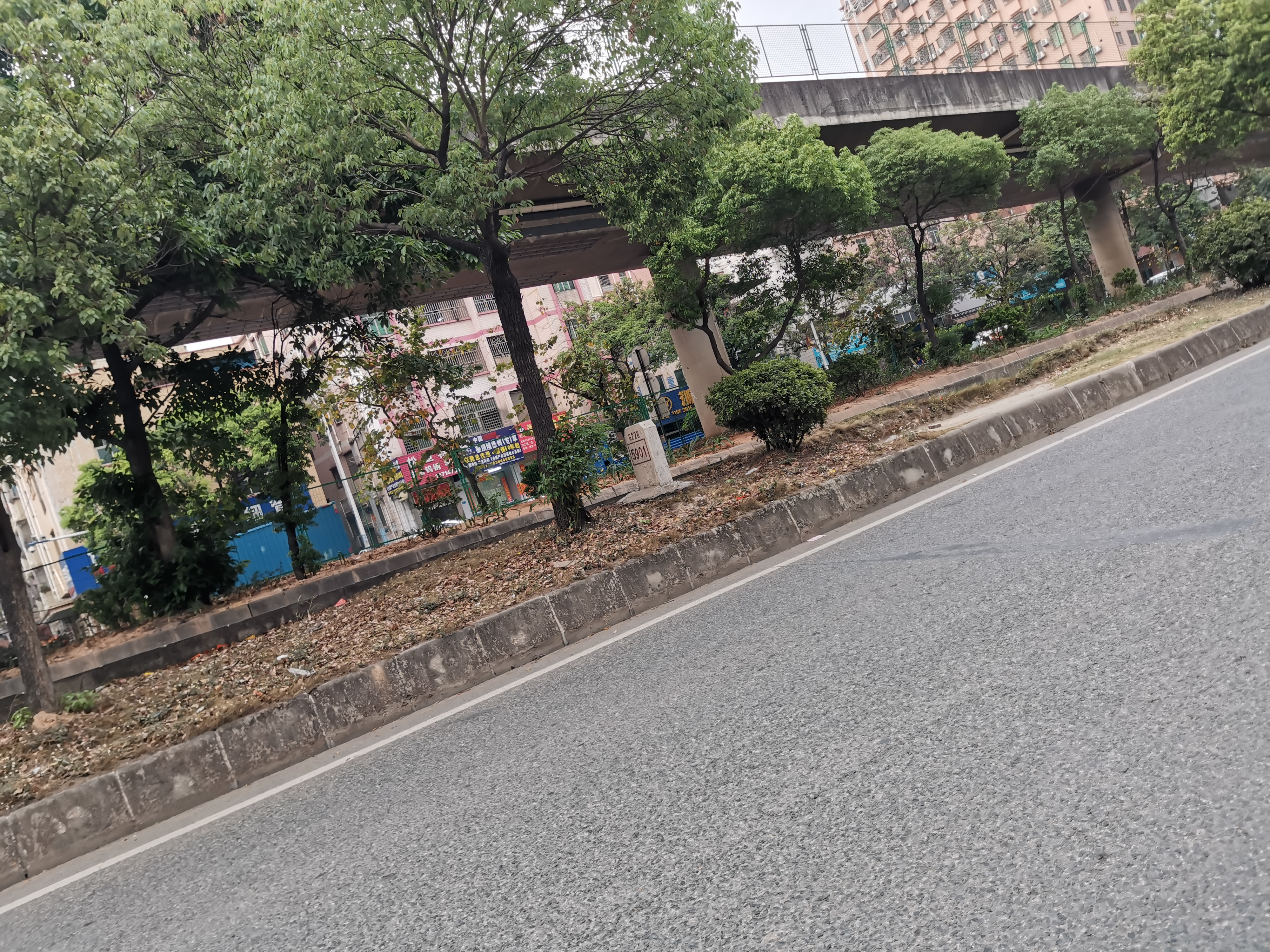
5901公里里程碑，位于东莞长安镇

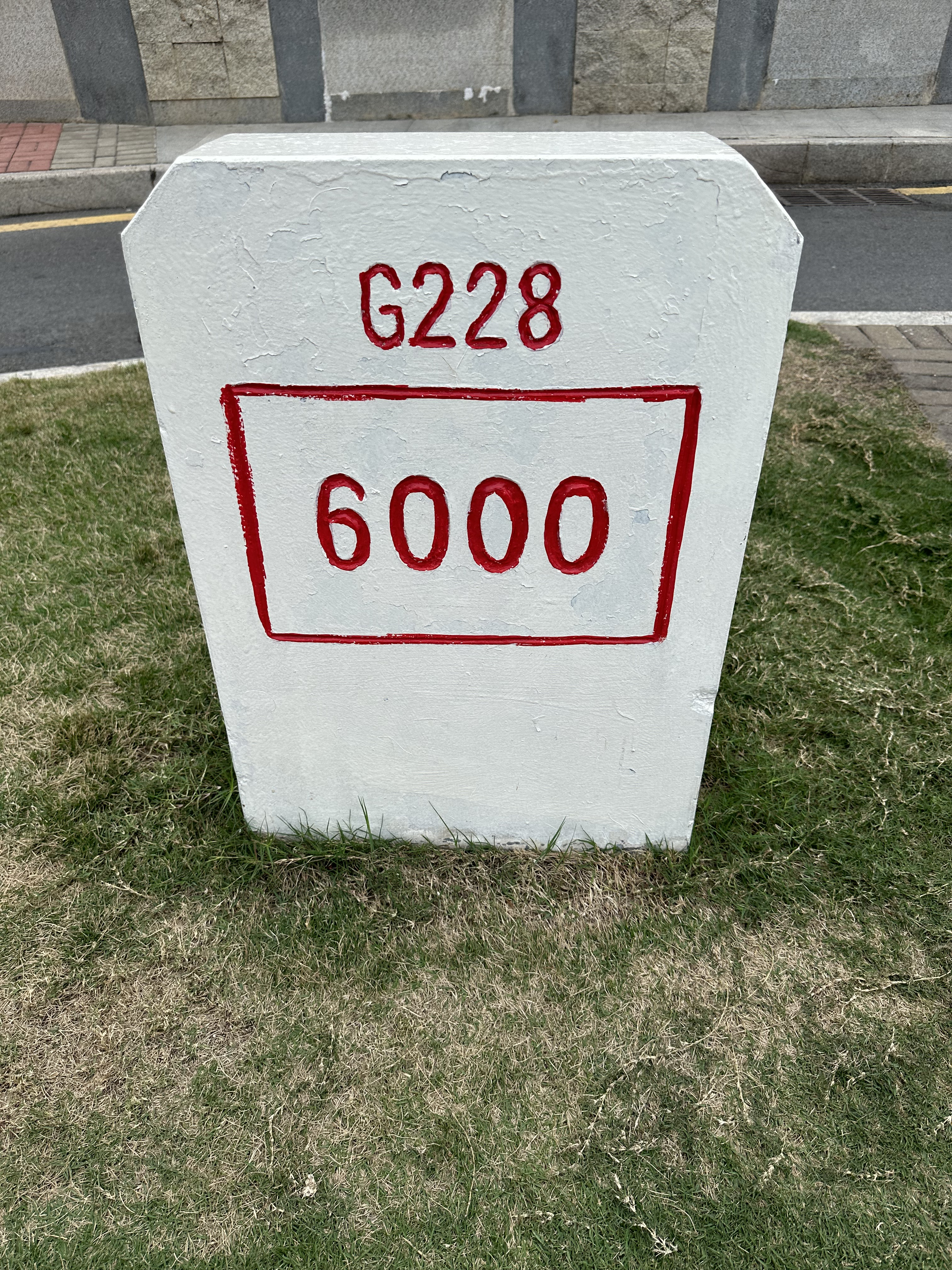
6000公里里程碑，位于广东省珠海市唐家湾镇港湾大道

从福建进入广东境内后，G228国道依次经过潮州市饶平县、汕头市澄海区、汕头市龙湖区、汕头市金平区，经礐石大桥进入汕头市濠江区、汕头市潮阳区、汕头市潮南区、揭阳市惠来县、汕尾市陆丰市、汕尾市海丰县、惠州市惠东县、惠州市惠阳区。
G228国道随后进入东莞市清溪镇，之后从东莞市黄江镇进入深圳市光明区，又从深圳市宝安区进入东莞市长安镇，之后从东莞市虎门镇由太平收费站进入G9411莞佛高速公路，经由虎门大桥过珠江，进入广州市南沙区。
G228国道在南沙收费站下高速，经过洪奇沥大桥跨过洪奇沥水道，从广州市南沙区进入中山市民众街道，然后依次经过中山市港口镇、中山市中山港街道、中山市南朗镇，随后进入珠海市香洲区、中山市三乡镇、中山市神湾镇、珠海市斗门区、江门市新会区。
G228国道在金门收费站进入S32西部沿海高速公路，经由崖门大桥过崖门水道，在崖南收费站下高速，随后进入江门市台山市。之后，在汶村收费站再次进入S32西部沿海高速，经由镇海湾大桥过江，并在北陡收费站下高速，随后进入阳江市阳东区。
G228国道随后依次经过阳江市江城区、阳江市阳西县、茂名市电白区、湛江市吴川市、湛江市坡头区，随后在湛江市遂溪县、湛江市赤坎区、湛江市麻章区交界处穿梭，并在经过湛江市遂溪县、湛江市廉江市后进入广西境内。值得注意的是，G228国道并未如规划中那样经过雷州半岛。